# Lazsko
Lazsko (en allemand : Lasko) est une commune du district de Příbram, dans la région de Bohême-Centrale, en République tchèque. Sa population s'élevait à 216 habitants en 2020.

## Géographie
Lazsko se trouve à 7,5 km au sud de Příbram et à 60 km au sud-ouest de Prague.
La commune est limitée par Příbram au nord-ouest, par Lešetice au nord-est et à l'est, par Milín à l'est, par Ostrov à l'est et au sud, et par Tochovice au sud-ouest, et par le quartier Kamenná de la commune de Milín à l'ouest.

## Histoire
La première mention écrite de la localité date de 1336.
Entre 1947 et 1949, le camp Vojna a été construit par des prisonniers de guerre allemands. Il servit ensuite jusqu'en 1951 de camp de travaux forcés pour les prisonniers politiques, puis jusqu'en 1961 de prison.

## Transports
Par la route, Lazsko se trouve à 10,5 km de Příbram et à 66 km de Prague.